# PLATO (télescope spatial)
Pour les articles homonymes, voir Plato.
PLATO (acronyme de Planetary transits and oscillations of stars) est un télescope spatial développé par l'Agence spatiale européenne dont l'un des principaux objectifs est la découverte et la caractérisation d'exoplanètes de type terrestre autour d'étoiles proches et de magnitude apparente comprise entre 4 et 16. En collectant des données sur ces planètes par la méthode photométrique et sur leur étoile par astérosismologie, cette mission doit déterminer dans quelle mesure notre Système solaire et la Terre constituent un ensemble atypique ou si de tels ensembles sont répandus dans l'Univers. La charge utile de PLATO est composée de 26 ensembles optiques qui lui permettront d'observer pratiquement la moitié de la voûte céleste au cours de la mission primaire, qui doit durer au minimum 6 ans.
La mission PLATO, qui a été sélectionnée en juin 2017, doit être lancée fin 2026 et placée autour du point de Lagrange L2. C'est la troisième mission mi-large (classe M) du programme Cosmic Vision et elle dispose d'un budget plafonné à 450 millions d'euros.
Le télescope spatial est construit par un groupe d'industriels emmenés par la société allemande OHB, comprenant également les filiales française et anglaise de Thales Alenia Space et la société suisse RUAG. Le consortium PMC (PLATO Mission Consortium) regroupant des scientifiques de 23 pays est chargé de fournir la charge utile, le centre de traitement et le centre assurant la préparation et la gestion des missions.

## Contexte du projet
Les observatoires spatiaux européen CoRoT (placé en orbite en 2006) et américain Kepler (2010) sont les deux premières missions ayant pour objectif la détection d'exoplanètes. Les découvertes effectuées par ces deux engins permettent d'affirmer que la présence de planètes est un phénomène banal dans l'Univers. À la fin 2013, ces missions permettent d'identifier et de caractériser (masse et rayon) une centaine d'exoplanètes. Par ailleurs, toujours grâce à ces observatoires spatiaux ou grâce à des observations effectuées par des télescopes terrestres, environ 900 autres exoplanètes sont identifiées, en ne disposant toutefois que d'un seul de ces deux paramètres (masse ou rayon). Ces observations mettent en évidence des catégories de planètes sans équivalent dans le Système solaire, dont l'existence est parfois difficilement explicable selon les théories de formation des systèmes planétaires en vigueur : planètes de faible densité (gazeuses) et de petite taille, planètes de forte densité (> 20 g cm3), de la taille de Saturne (Kepler 24b et 24c), planètes orbitant en quelques jours autour de leur étoile, etc. Très peu de planètes aux caractéristiques proches de la Terre, ou tout au moins se trouvant dans la zone habitable de leur système, sont découvertes du fait des limitations techniques des deux engins spatiaux et des caractéristiques de leur mission (temps d'observation, taille de la région de l'espace observée).

## Historique du projet
La mission PLATO est proposée en 2007 par une équipe scientifiques européens emmenée par Claude Catala de l'Observatoire de Paris en réponse au premier appel d'offres du programme scientifique Cosmic Vision de l'Agence spatiale européenne (appel à candidatures pour les missions M1 et M2). Le projet, dont l'objectif principal est l'étude systématique des systèmes planétaires proche de notre Système solaire, fait partie des finalistes mais n'est pas retenu lors de la sélection finale qui se conclut en octobre 2011. PLATO est pré-sélectionné pour le processus de sélection de la mission M3 qui l'oppose fin 2013 aux projets EChO, MarcoPolo-R, STE-QUEST et LOFT. Le 19 février 2014, le comité du programme scientifique de l'Agence spatiale européenne sélectionne la mission PLATO pour un lancement en 2024 ,. PLATO doit être le quatrième observatoire spatial consacré à l'étude des exoplanètes après la réalisation franco-européenne CoRoT lancée fin 2006, l'observatoire spatial de la NASA Kepler mis en orbite en 2009 et le petit télescope de la NASA  TESS.
Le projet entre dans sa phase de développement en juin 2017. En octobre 2018, à l'issue d'une phase de sélection, les industriels chargés de la construction du télescope spatial sont choisis. Les premiers détecteurs CCD sont fournis par la société britannique Teledyne e2v en avril 2019. Un modèle thermique et structurel d'une des caméras qui seront embarquées sur PLATO passe début 2021 avec succès une série de tests d'une durée de 17 jours dans une chambre à vide.

## Objectifs
L'objectif de PLATO est d'identifier et caractériser les systèmes planétaires en particulier ceux ayant des caractéristiques proches du Système solaire comportant des planètes situées dans la zone habitable. Le satellite européen doit déterminer si le Système solaire constitue une exception ou si sa configuration est répandue dans l'Univers. PLATO mesure les caractéristiques principales des planètes détectées en fournissant leur rayon avec une précision de 2 % et leur masse avec une précision de 10 % ainsi que celles de leur étoile en déterminant son âge avec une précision de 10 %. Le satellite doit permettre de caractériser plusieurs milliers de planètes dont une grande proportion de planètes rocheuses de type Terre ou super-Terre.

## Méthodes de détection

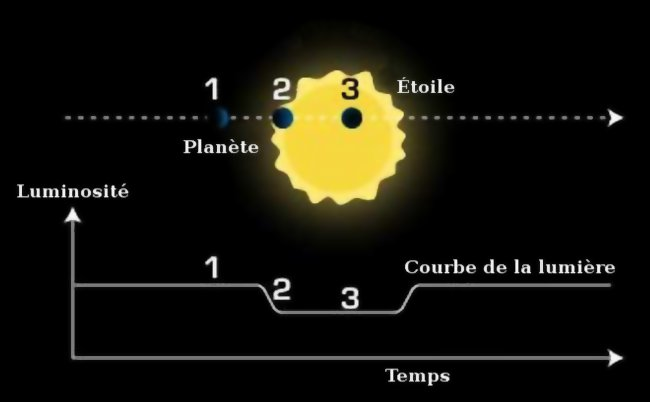
Détection d'une planète par photométrie.

Comme CoRoT, PLATO utilise deux techniques pour caractériser les systèmes planétaires :
- la photométrie à ultra-haute précision qui détecte le passage (transit) d'une planète devant son Soleil en mesurant la diminution de luminosité de l'étoile. Cette méthode permet d'une part de détecter des planètes même lorsque leur taille est relativement réduite et d'autre part de mesurer leur diamètre. Une planète comme la Terre lorsqu'elle passe devant le Soleil entraîne une diminution de 1/20 000 de la luminosité pour un observateur situé à l'extérieur du Système solaire. Cette diminution très faible peut être détectée par les instruments de PLATO ;
- l'astérosismologie mesure les oscillations stellaires qui permettent de déterminer avec précision les caractéristiques d'une étoile : sa masse, son âge et son rayon. Ces éléments permettent en retour de déduire des informations essentielles sur les planètes qui gravitent autour de l'étoile.

Ces résultats sont complétés par la méthode des vitesses radiales mise en œuvre par des observatoires sur Terre qui permettent de déterminer la masse des planètes les plus massives détectées par PLATO.
Les planètes en orbite autour d'étoiles suffisamment brillantes (magnitude apparente comprise entre 4 et 11) sont choisies comme sujet d'étude par les télescopes terrestres ou spatiaux de la prochaine génération qui ont la capacité de mesurer les caractéristiques de leur atmosphère : James-Webb, Télescope géant européen...

## Architecture de la mission
Compte tenu des objectifs fixés à la mission, plusieurs facteurs contribuent au dimensionnement de la charge utile de PLATO.
- Pour pouvoir détecter par la méthode photométrique la présence d'une planète de la taille de la Terre passant devant une étoile du type du Soleil à la distance de 1 unité astronomique (la distance de la Terre au Soleil), il faut que le rapport signal sur bruit soit inférieur à 8 × 10−5 au bout d'une heure d'observation. Pour pouvoir effectuer plusieurs mesures de ce transit sont demandées conformément aux besoins scientifiques, l'exigence en matière de bruit est abaissée à 3,4 × 10−5 sur une heure. Il est calculé que ce niveau de bruit sera par ailleurs suffisant pour mesurer l'astérosismologie des étoiles du type du Soleil[12].
- La durée de transit d'une planète devant son étoile est au minimum de deux heures pour les catégories de planète au cœur des observations de PLATO : cette durée minimale correspond au cas d'une géante gazeuse orbitant autour d'une étoile de faible masse. Dans le cas d'une planète située dans la zone habitable, la durée de transit atteint 5 heures lorsque l'étoile est de type M (naine rouge) et 15 heures pour une étoile de type F (étoile jaune-blanc). Compte tenu de ce seuil de deux heures, il suffit d'effectuer une prise d'image après avoir accumulé 10 à 15 minutes d'observation pour pouvoir détecter tous les types de transit. Lorsque le rapport signal sur bruit le permet (étoile brillante), on mesurera le temps mis par une planète pour se superposer complètement à son étoile ou au contraire en émerger. Ceci nécessite une fréquence de prise d'images de 50 secondes[13].
- La probabilité de détecter le transit d'une planète située dans la zone habitable d'une étoile du type du Soleil est estimée à 0,1 %. La mission se fixe comme objectif d'observer de manière continue durant deux à trois ans (pour assister à au moins deux transits si la périodicité de l'orbite est de 1 an) au moins 20 000 étoiles naines ou sous géantes d'une magnitude apparente comprise entre 8 et 11. Ce nombre d'étoiles doit permettre de détecter au moins 20 planètes situées dans la zone habitable. Sur la même durée plus de 1 000 étoiles naines ou sous géantes d'une magnitude apparente inférieure à 8 sont observées dans l'espoir de détecter quelques planètes dans la zone habitable. Ces étoiles très lumineuses (mais beaucoup moins fréquentes) permettent en effet des mesures complémentaires depuis des observatoires au sol. Enfin 3 000 étoiles naines ou sous géantes d'une magnitude inférieure à 8 sont observées sur une durée d'au moins deux mois pour détecter des planètes à période orbitale courte[14].

## Caractéristiques techniques

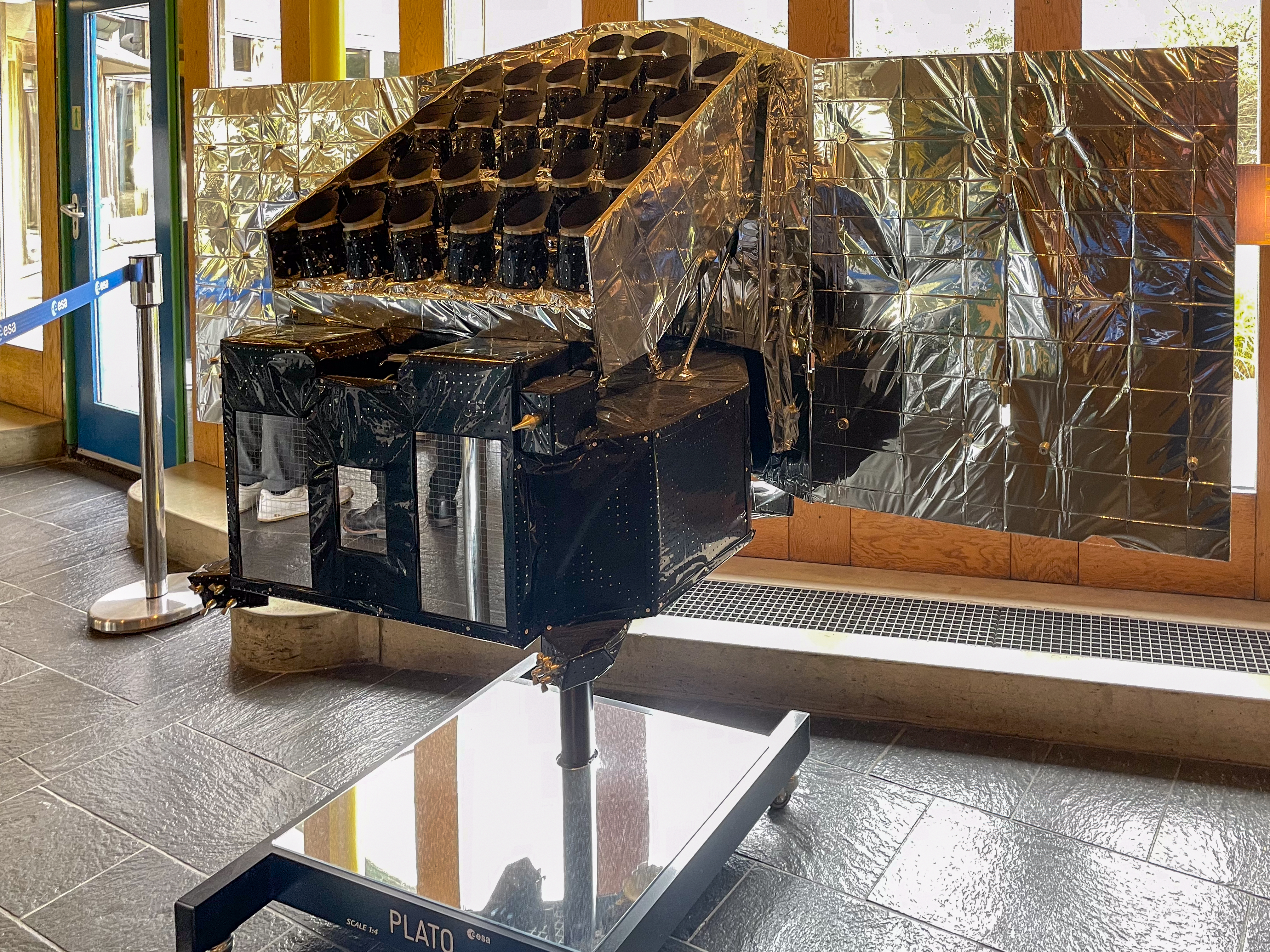
Maquette de l'observatoire spatial PLATO.

Trois architectures ont été étudiées pour l'observatoire spatial dont la masse est de 2,5 tonnes dont 1,2 tonne pour la charge utile. Elles avaient toutes en commun de rassembler plusieurs télescopes (entre 12 et 54) observant tous le même champ. Chaque télescope a son propre plan focal comportant plusieurs dispositifs à transfert de charges (CCD) de 5 à 18 mégapixels selon le scénario.
Dans l'architecture retenue en octobre 2018, l'observatoire spatial comporte 26 lunettes astronomiques avec des optiques de 120 mm d'ouverture comportant chacune six lentilles. Les télescopes forment quatre groupes de six : chaque groupe couvre un champ de 37°. La ligne de visée de chaque groupe diverge de 9,2° des groupes adjacents, permettant de couvrir un champ global de 50° (∼2 250 deg2). Chaque télescope dispose au niveau de son plan focal de quatre dispositifs à transfert de charges de 4 510 × 4 510 pixels travaillant en « plein cadre ». Par ailleurs deux télescopes supplémentaires, dit rapides, utilisent des dispositifs à transfert de charges en mode « transfert de trame ». Les télescopes sont montés sur un banc d'optique incliné de 30°. Un pare-soleil couvert de panneaux solaires entoure sur 180° le côté de l'ensemble optique qui est tourné vers le Soleil. Les observations doivent générer un volume quotidien de données de 106 gigaoctets après compression et en tenant compte d'une marge de 20 %.
Les dimensions du télescope spatial sont de 3,5 m (axe X) × 3,6 m (axe Y) × 3,7 m (axe Z). En comptant ses panneaux solaires, son envergure atteint neuf mètres. L'engin spatial comprend le module de charge utile, qui regroupe les caméras découplées du reste de la sonde spatiale par des joints flexibles, et le module de service, où sont rassemblés les équipements permettant de faire fonctionner l'engin spatial :
- la structure du module de la charge utile est presque entièrement réalisée en fibre de carbone, qui permet d’accroître la rigidité et de réduire les déformations. Ce module comprend un radiateur en aluminium sur lequel sont fixés tous les équipements électroniques de la charge utile ;
- le module de service comporte une structure centrale cylindrique pratiquement entièrement en fibre de carbone et des panneaux verticaux rayonnant depuis ce tube qui regroupe :
  - le paresoleil, qui protège les caméras du Soleil. Il supporte également trois panneaux solaires fixes et quatre panneaux solaires déployés en orbite. Ces panneaux solaires fournissent les 3 000 watts nécessaires pour faire fonctionner l'engin spatial,
  - le système de propulsion monoergol, qui fonctionne en mode blow-down (les ergols ne sont pas pressurisés), utilisé pour atteindre l'orbite puis maintenir celle-ci,
  - le système de communications, qui fonctionne en bande X pour le contrôle de l'engin spatial (télémesures et commandes) et en bande K pour la transmission des données scientifiques à un débit pouvant atteindre 72 mégabits par seconde. Le système comprend une antenne à grand gain orientable et trois à faible gain dont deux fixes et une orientable,
  - un système de contrôle thermique comprenant des résistances chauffantes, des radiateurs et un revêtement isolant multi-couches,
  - le système de contrôle et de gestion des données, qui exécute les opérations, réceptionne les commandes et contrôle les systèmes autonomes en traitant les éventuelles anomalies.

## Déroulement de la mission
PLATO doit être placé par un lanceur Ariane 6, à Kourou en France, et devrait prendre une orbite à large amplitude (500 000 × 400 000 km) autour du point de Lagrange L2 du système Soleil-Terre. Sur cette orbite qui nécessite peu d'énergie pour être maintenue, l'observatoire spatial peut effectuer des observations continues pratiquement sans interruption tout en bénéficiant d'un environnement stable d'un point de vue thermique (d'où une déformation réduite de la structure des instruments  donc une bonne précision du pointage). En étant éloigné de la Terre, la partie non observable de la sphère céleste (direction du Soleil, de la Terre et de la Lune) est réduite. La sonde pivote de 90° tous les 3 mois pour maintenir le pare-soleil tourné vers le Soleil.
La mission comprend deux phases :
- durant la première phase, PLATO doit observer de manière continue successivement deux régions de l'espace durant deux ans (donc quatre ans en tout). Les régions de l'espace retenues sont choisies parce qu'elles contiennent une forte densité d'étoiles naines froides c'est-à-dire de la catégorie à laquelle se rattache notre Soleil. La durée d'observation permet d'observer au moins à deux reprises le transit des planètes ayant une période orbitale similaire à celle de la Terre (365 jours) ;
- durant la deuxième phase, dite « step-and-stare », c'est-à-dire déplacement-observation, PLATO doit observer successivement plusieurs régions de l'espace à chaque fois sur une période de quelques mois.

À l'issue de la mission primaire 20 000 deg2 soit près de 50 % de la sphère céleste doivent être observés dont 4 300 deg2 durant une période de deux ans,.

## Organisation
Le télescope spatial est construit par un groupe d'industriels emmenés par la société allemande OHB comprenant également les filiales française et anglaise de Thales Alenia Space et la société suisse RUAG. Le consortium PMC (PLATO Mission Consortium) regroupant des scientifiques de 23 pays est chargé de fournir la charge utile, le centre de traitement et le centre assurant la préparation et la gestion des missions.

## Comparaison avec la missionTESSde la NASA
PLATO a des objectifs proches de ceux du petit observatoire TESS développé par l'agence spatiale américaine et lancé en 2018. Les deux missions étudient les exoplanètes, mais leurs performances et leurs objectifs détaillés diffèrent.
La mission TESS a pour objectif prioritaire la détection de planètes rocheuses en orbite autour d'étoiles naines de type M. PLATO, par contre, doit détecter et caractériser des planètes de la taille de la Terre situées dans la zone habitable d'étoiles analogues au Soleil.
TESS dispose de quatre caméras ayant une ouverture de dix centimètres et un large champ de vue couvrant 90° en latitude. Il circule sur une orbite terrestre fortement excentrique et inclinée dont l'apogée se situe entre la Terre et la Lune (d'une période de 13,5 jours) et observe une bande située sur la même longitude durant 27 jours. L'ensemble de la voûte céleste est balayée en deux ans.
PLATO devrait détecter plus de 4 000 exoplanètes dont 2 à 120 seraient situées dans la zone habitable. TESS de son côté devrait détecter environ 1 700 planètes dont 1 à 4 situées dans la zone habitable, bien qu'on ignore si la zone habitable des étoiles de type M permet effectivement d'abriter la vie.